# Pardosa schreineri
Pardosa schreineri är en spindelart som beskrevs av William Frederick Purcell 1903. Pardosa schreineri ingår i släktet Pardosa och familjen vargspindlar. Inga underarter finns listade i Catalogue of Life.